# Martina Müller (tennis)
Martina Müller (Hannover, 11 oktober 1982) is een voormalig tennisspeelster uit Duitsland. Haar favoriete ondergrond is gravel.

## Loopbaan
Müller werd prof in 1999 en debuteerde dat jaar in de WTA-tour in haar geboorteplaats Hannover, waar zij de eerste kwalificatieronde verloor. Een jaar later speelde zij daar wel in het hoofdtoernooi, op het toernooi van Hannover uitgenodigd via een wildcard. Het US Open van 2001 was haar eerste optreden op een grandslamtoernooi.
In haar loopbaan wist zij één WTA-toernooi te winnen in 2002 in Boedapest. Zij versloeg in de finale de Zwitserse Myriam Casanova. Zij won daarnaast tien toernooien op het ITF-circuit. Haar beste resultaat op een grandslamtoernooi is het bereiken van de derde ronde op het US Open in 2002. Haar hoogste notering op de WTA-ranglijst is de 33e plaats, die zij bereikte in april 2007.
In het dubbelspel won Müller eveneens één WTA-toernooi. Zij won in 2002 met de Australische Catherine Barclay het toernooi van Rosmalen.
In de periode 2001–2008 maakte Müller deel uit van het Duitse Fed Cup-team – zij behaalde daar een winst/verlies-balans van 4–8.
Op 1 maart 2009 stopte zij met spelen, hoewel zij zich pas in augustus 2011 uitschreef bij de WTA.

## Posities op deWTA-ranglijst
Positie per einde seizoen:
| jaar | rang enkelspel | rang dubbelspel |
| ---- | -------------- | --------------- |
| 1998 | 783            | –               |
| 1999 | 386            | –               |
| 2000 | 435            | –               |
| 2001 | 104            | 189             |
| 2002 | 70             | 98              |
| 2003 | 327            | 136             |
| 2004 | 182            | 126             |
| 2005 | 109            | 125             |
| 2006 | 34             | 80              |
| 2007 | 54             | 69              |
| 2008 | 185            | 96              |
| 2009 | 481            | 180             |

## Palmares
| Legenda                |
| ---------------------- |
| Grandslamtoernooi      |
| Olympische Spelen      |
| Year-End Championships |
| Tier I                 |
| Tier II                |
| Tier III               |
| Tier IV & V            |

### WTA-finaleplaatsen enkelspel
| nr.              | finale     | toernooi      | ondergrond | tegenstandster  | score         |         |
| ---------------- | ---------- | ------------- | ---------- | --------------- | ------------- | ------- |
| gewonnen finales |            |               |            |                 |               |         |
| 1.               | 2002-04-21 | WTA Boedapest | gravel     | Myriam Casanova | 6-2, 3-6, 6-4 | details |
| verloren finales |            |               |            |                 |               |         |
| 1.               | 2007-07-22 | WTA Palermo   | gravel     | Ágnes Szávay    | 0-6, 1-6      | details |

### WTA-finaleplaatsen vrouwendubbelspel
| nr.              | finale     | toernooi        | ondergrond | partner                    | tegenstandsters                  | score    |         |
| ---------------- | ---------- | --------------- | ---------- | -------------------------- | -------------------------------- | -------- | ------- |
| gewonnen finales |            |                 |            |                            |                                  |          |         |
| 1.               | 2002-06-22 | WTA Rosmalen    | gras       | Catherine Barclay          | Magdalena Maleeva Bianka Lamade  | 6-4, 7-5 | details |
| verloren finales |            |                 |            |                            |                                  |          |         |
| 1.               | 2006-05-27 | WTA Straatsburg | gravel     | Andreea Vanc               | Liezel Huber Martina Navrátilová | 2-6, 6-7 | details |
| 2.               | 2007-04-29 | WTA Boedapest   | gravel     | Gabriela Navrátilová       | Ágnes Szávay Vladimíra Uhlířová  | 5-7, 2-6 | details |
| 3.               | 2008-01-05 | WTA Auckland    | hardcourt  | Barbora Záhlavová-Strýcová | Marija Koryttseva Lilia Osterloh | 3-6, 4-6 | details |
| 4.               | 2008-02-24 | WTA Bogota      | gravel     | Jelena Kostanić-Tošić      | Iveta Benešová Bethanie Mattek   | 3-6, 3-6 | details |

## Resultaten grandslamtoernooien
| Legenda | Legenda                          |
| ------- | -------------------------------- |
| g.t.    | geen toernooi gehouden           |
| l.c.    | lagere categorie                 |
| –       | niet deelgenomen                 |
| G       | uitgeschakeld in de groepsfase   |
| 1R      | uitgeschakeld in de eerste ronde |
| 2R      | uitgeschakeld in de tweede ronde |
| 3R      | uitgeschakeld in de derde ronde  |
| 4R      | uitgeschakeld in de vierde ronde |
| KF      | uitgeschakeld in de kwartfinale  |
| HF      | uitgeschakeld in de halve finale |
| F       | de finale verloren               |
| W       | het toernooi gewonnen            |
| w-v     | winst/verlies-balans             |

### Enkelspel
| Toernooi        | 2001 | 2002 | 2003 | 2004 | 2005 | 2006 | 2007 | 2008 |
| --------------- | ---- | ---- | ---- | ---- | ---- | ---- | ---- | ---- |
| Australian Open | –    | 2R   | 1R   | –    | –    | 2R   | 2R   | 1R   |
| Roland Garros   | –    | 2R   | 1R   | –    | –    | 2R   | 2R   | 1R   |
| Wimbledon       | –    | 1R   | –    | –    | –    | 2R   | 2R   | 1R   |
| US Open         | 1R   | 3R   | –    | –    | 1R   | 2R   | 1R   | –    |

### Vrouwendubbelspel
| Toernooi        | 2002 | 2003 | 2004 | 2005 | 2006 | 2007 | 2008 | 2009 |
| --------------- | ---- | ---- | ---- | ---- | ---- | ---- | ---- | ---- |
| Australian Open | 2R   | 1R   | –    | 1R   | –    | 2R   | 2R   | 2R   |
| Roland Garros   | –    | 2R   | 1R   | –    | 2R   | 2R   | 1R   | –    |
| Wimbledon       | –    | 1R   | –    | –    | 1R   | 1R   | 1R   | –    |
| US Open         | 1R   | –    | –    | –    | 1R   | 1R   | 1R   | –    |

### Gemengd dubbelspel
| Toernooi        | 2007 |
| --------------- | ---- |
| Australian Open | –    |
| Roland Garros   | –    |
| Wimbledon       | 1R   |
| US Open         | 1R   |